# トヨタ・H型エンジン
トヨタ・H型エンジン（トヨタ・Hがたエンジン）は、トヨタ自動車の水冷直列6気筒ディーゼルエンジンの系列である。

## 概要
水冷直列6気筒OHVディーゼルエンジン
- 生産期間
  - 1969年2月 - 1990年1月

## 系譜
- エンジン型式一覧の自動車用エンジンの系譜を参照。

## 型式

### H
- 種類：OHV 12バルブ 過流室式
- 排気量：3.567 L
- 内径×行程：88.0×98.0 (mm)
- 圧縮比：21.0
- 参考出力：67 kW (91 PS)/3,600 rpm
- 参考トルク：204 N·m (20.8 kg·m)/2,200 rpm
- （初）トヨタ・ウエポンキャリア（HQ15）
- （初）2代目ダイナ（HU15）
- ランドクルーザー40系ロング（HJ45）のみ

### 2H
- 種類：OHV 12バルブ 過流室式
- 排気量：3.980L
- 内径×行程：91.0×102.0(mm)
- 圧縮比：20.7
- 参考出力：81kW(110PS)/3,500rpm
- 参考トルク：240N·m(24.5kg·m)/2,200rpm
- ランドクルーザー40系ロング（HJ47）のみ（1980年8月-1984年10月）
- ランドクルーザー60系（HJ60G/V 1980年8月-1990年1月
日本国内は1982年10月-）
- コースター20、30系

### 12H-T
| 12H-T              | 12H-T                       |
| ------------------ | --------------------------- |
| 登場年月           | 1985年10月                  |
| エンジン種別       | 直接噴射式 ディーゼルターボ |
| 冷却方式           | 水冷                        |
| シリンダー配置・数 | 直列 6気筒                  |
| 弁形式             | OHV                         |
| ボア×ストローク    | 91mm×102mm                  |
| 排気量             | 3,980cc                     |
| 圧縮比             | 18.6：1                     |
| 馬力（1）          | 135PS/3,500rpm              |
| 馬力（2）          | 140PS/3,500rpm              |
| トルク（1）        | 32.0m·kg/2,000rpm           |
| トルク（2）        | 32.5m·kg/2,000rpm           |
| 重量               | 360kg                       |

直接噴射式 ターボ付き
- ランドクルーザー60系（HJ61G・V 1985年10月-1990年1月）
- コースター20,30系